# Манойлович, Ненад
Ненад «Нена» Манойлович (серб. Ненад Манојловић / Nenad Manojlović; 25 марта 1954, Белград, ФНРЮ — 24 ноября 2014) — югославский ватерполист и тренер, старший тренер мужской сборной Югославии по водному поло (2000—2004), которая под его руководством становилась победителем чемпионатов Европы, призёром Олимпийских игр и чемпионатов мира.

## Биография
Выступал за белградский «Партизан» с 1975 по 1981 год, провёл 274 официальных матча (144 — в чемпионате Югославии, 82 — в Кубке Югославии, 47 — в Кубке европейских чемпионов, 1 — в Суперкубке), забил 165 голов (94 — в чемпионате, 59 — в Кубке Югославии, 12 — в Кубке европейских чемпионов). Чемпион Югославии (1975, 1976, 1977, 1978, 1979), обладатель Кубка Югославии (1975, 1976, 1977, 1979), обладатель Кубка европейских чемпионов (1975).
В 80-е годы Ненад работал тренером в системе «Партизана», воспитал таких игроков как Данило Икодинович, Никола Кульяча, Александар Николич, Деян Савич, Петар Трбоевич. В 1992 году Манойлович возглавляет «Партизан», с ним выигрывает чемпионат 1995 года и три Кубка Югославии (1993, 1994, 1995). C 1997 по 1999 год работает в клубе «Студент», а также в юношеской сборной. Ненадолго возвращается в «Партизан», а в начале 2000 года назначается главным тренером сборной.
Команда переживала не лучшие времена, но уверенно выиграла квалификационный турнир в Ганновере и завоевала бронзовые медали на Олимпиаде в Сиднее. Год спустя Югославия празднует успех на чемпионате Европы и выходит в финал чемпионата мира. На домашнем Кубке мира 2002 года югославы были третьими.
Манойлович берёт курс на омоложение состава, в сборной появились Гойкович, Гоцич, Злокович, Йокич, Никич, Удовичич. И вновь Югославия становится чемпионом Европы, обыграв в финале сборную Хорватии (9:8). На чемпионате мира в Барселоне югославы завоевали бронзу, а в суперфинале Мировой лиги в Нью-Йорке, выступая в экспериментальном составе, заняли 4-е место.
В 2004 году югославы дошли до финала Олимпиады в Афинах и Мировой лиги, где уступили вечным конкурентам — венграм. После этого Манойлович оставил пост главного тренера, но помогал работать с командой Петару Поробичу и Деяну Удовичичу.
В то же время Манойлович успешно работал с клубом «Ниш Класик», покинул команду с большинством игроков после сезона 2004/2005 из-за финансовых проблем.
Впоследствии являлся спортивным директором Ватерпольного союза Сербии и Черногории, а затем Сербии, с 2009 по 2013 год возглавлял экспертный совет Союза. Был членом Консультативного совета при Министерстве по делам молодёжи и спорта Сербии. Внёс большой вклад в создание ватерпольного клуба «Раднички» (Крагуевац).
Умер 24 ноября 2014 года, направляясь на семинар в Софию. Двумя месяцами ранее скончался его старший брат Предраг. Похоронен на кладбище Нова-Бежания.
В честь Манойловича в Крагуеваце ежегодно проводится международный клубный юношеский турнир.